# Zamach w Chawkal (5 kwietnia 2009)
Zamach w Chawkal – miał miejsce 5 kwietnia 2009, a celem terrorystów był meczet w którym zginęło ok. 30 osób.

## Atak
Do zamachu doszło w Chawkal, które leży w pakistańskiej prowincji Pendżab w meczecie gdzie odprawiano nabożeństwo. Wtedy do środka wszedł zamachowiec-samobójca, który odpalił bombę. W wyniku eksplozji zginęło ponad 30 osób, a ok. 200 odniosło rany.
Do podobnego ataku doszło w Jamrud. 4 kwietnia w zamachu w Islamabadzie zginęło 8 żołnierzy.

## Odpowiedzialność
Baitullah Mehsud, lider Tehreek-e-Taliban ostrzegł przed kolejnymi atakami, które będą trwać dopóki armia pakistańska nie opuści terenów plemiennych, a Amerykanie zaprzestaną bombardować cele talibskie na pograniczy pakistańsko-afgańskim. Jednak Mehsud bezpośrednio nie przyznał się do zorganizowania ataku.